# Relief appalachien
Le relief appalachien est un type de relief de plissement consécutif à une reprise de l'érosion d'une ancienne chaîne de montagne après pénéplanation.
Il se présente sous forme de chaînons parallèles d'altitude voisine, en roches dures (typiquement des grès ou des quartzites formant les crêtes ou barres appalachiennes), entre lesquels se trouvent des dépressions parallèles en roches de moindre résistance (schistes et marnes formant les sillons appalachiens).
Relief composé de l'alternance de chaînons et de vallées, il se forme dans les très anciennes chaînes plissées qui ont été aplanies (l’altitude égale des sommets le montre) puis ont été de nouveau soulevées provoquant une reprise de l’érosion qui met en relief les roches dures ; les cours d'eau sont très encaissés en raison de la reprise de l'érosion.
Le relief type se trouve aux États-Unis dans les montagnes des Appalaches, mais on trouve aussi de tels reliefs dans la chaîne du Cap en Afrique du Sud, et en modèle plus réduit, en France, dans le Massif armoricain (Armorique appalachienne), et dans le Massif central, par exemple au sud de Saint-Affrique.

## Réseau hydrographique
Le réseau hydrographique, comme dans toute région aux roches plissées, est caractérisé par des tracés en baïonnette : les cours d'eau alternent des sections longitudinales adaptées à la lithologie (ils suivent les synclinaux), et des sections transversales, inadaptées par surimposition (ils suivent les anticlinaux, recoupant les crêtes en cluses vives fonctionnelles et en cluses mortes perchées).